# ألكسندر كونوفالوف
ألكسندر فلاديميروفيتش كونوفالوف (مواليد 9 يونيو 1968) (الروسية: Алекса́ндр Влади́мирович Конова́лов) هو محامي وسياسي روسي. يشغل منصب وزير العدل منذ ماي 2008.

## مسيرته
ولد كونوفالوف في 9 يونيو 1968 في لينينغراد. في عام 1992، تخرج من قسم القانون في جامعة سانت بطرسبرغ الحكومية.
من عام 1992 إلى عام 2005 خدم كونوفالوف في مكتب المدعي بسانت بطرسبرغ. من فبراير إلى نوفمبر 2005، كان كبير المدعين في باشكورستان. منذ 14 نوفمبر 2005، شغل منصب المبعوث المفوض للرئيس فلاديمير بوتن لمنطقة الفولجا الفيدرالية.
في 12 مايو 2008، تم تعيينه وزيرا للعدل.